# 中国中車戚墅堰機車
中国中車戚墅堰機車有限公司 （ちゅうごくちゅうしゃせきしょえんきしゃゆうげんこうし CRRC Qishuyan Locomotive Co., Ltd）は中華人民共和国江蘇省常州市にあるディーゼル機関車 メーカー。

## 沿革
戚墅堰機車廠は1905年（光緖31年）に創業。英国資本で建設された滬寧線の車両検修基地として淞滬線の薀藻浜 - 張華浜間に上海呉淞機械廠（略称:呉淞機廠）が1907年（光緒33年）竣工し滬寧鉄路総管理処に属した。1932年に第一次上海事変が勃発し、工廠は大きな被害を受けた。中華民国鉄道部並びに国民政府軍事委員会の研究報告を受けた国民政府は呉淞機廠の戚墅堰への移転を決定。1936年10月に移転開始、1937年8月に移転終了とともに戚墅堰機廠と改称した。1937年に日華事変へ突入、第二次上海事変が始まると工員は続々と避難し、一部は創設間もない株洲機廠へ移動した。1937年11月に常州及び戚墅堰機廠が占領され、同年12月鉄道連隊一個作業小隊が工廠に進駐、戚墅堰機廠は武進工場に、1938年12月には常州工場と改称され華中鉄道に所属した。終戦後、元の戚墅堰機廠に戻し、京滬区鉄路管理局に属した。国共内戦が激化し1949年に常州と戚墅堰機廠が"解放"されると、最初は江南鉄路管理局に属したが、解放軍が上海に到達後上海鉄路管理局に移管された。
その後何度かの改組を経て2000年9月に中国南車集団の傘下となり、2015年6月、南車と北車の合併に伴い現在は中国中車集団のグループ企業。

## 主な製造車両

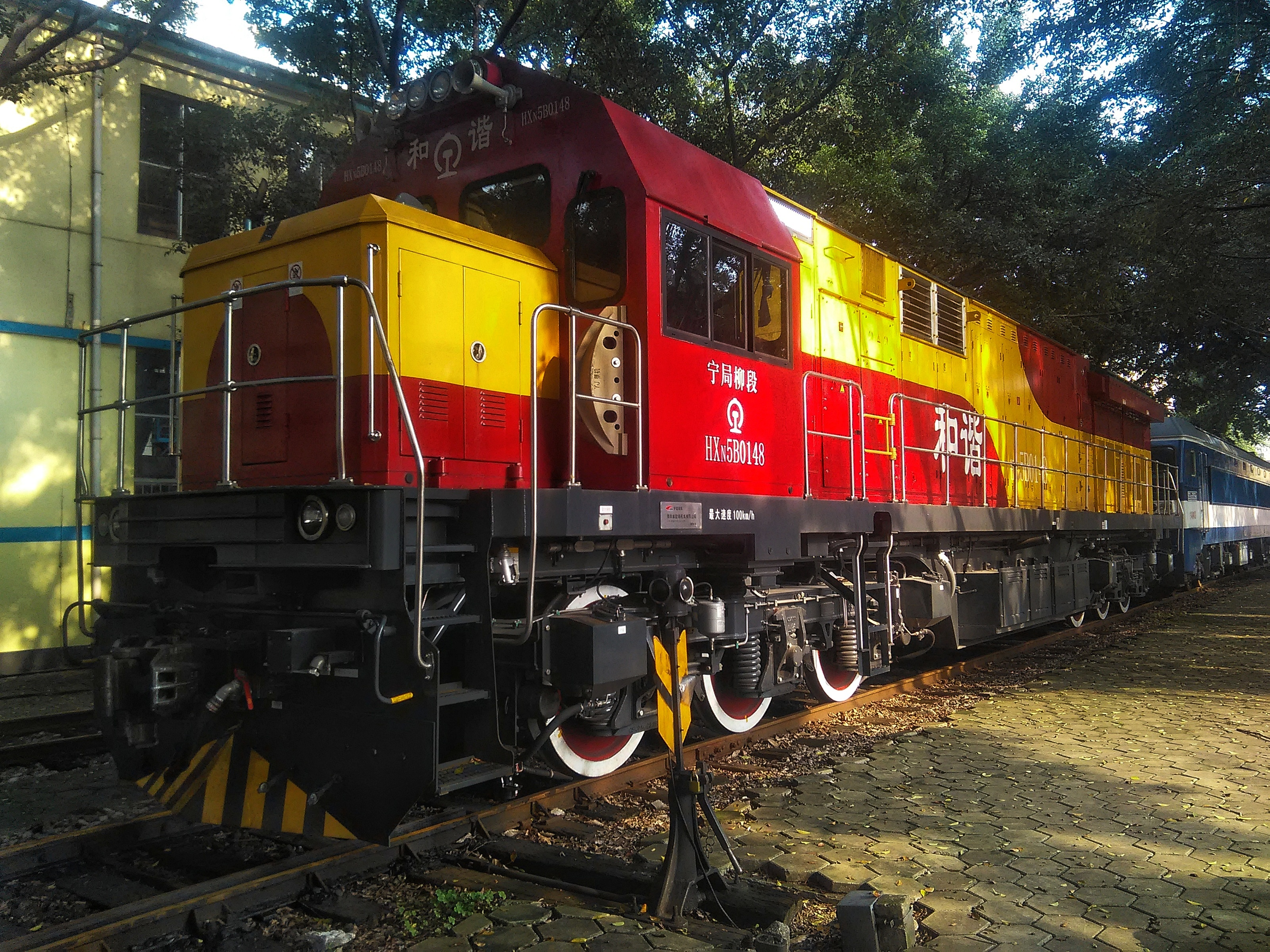
HXN5Bディーゼル機関車於柳州機関区 2016年

- 中国国鉄建設型蒸気機関車
- 中国国鉄東風型ディーゼル機関車
- 中国国鉄東風2型ディーゼル機関車
- 中国国鉄東風8型ディーゼル機関車
- 中国国鉄東風11型ディーゼル機関車
- 中国国鉄東風11G型ディーゼル機関車
- 中国国鉄NDJ3型気動車
- 中国国鉄HXN5型ディーゼル機関車
- 中国国鉄HXN5B型ディーゼル機関車